# Аристон из Кампании
Аристон (погиб ок. 284 года) — мученик из Кампании. День памяти — 2 июля.
Святой Аристон (Ariston) пострадал вместе с Кресцентианом (Crescentian), Футихианом (Futychian) , Урбаном (Urban), Виталием, Иустом (Justus), Фелициссимом (Felicissimus), Феликсом (Felix), Маркией (Marcia) и Симфорозой (Symphorosa) в Кампании, на юге  Италии во времена гонений Диоклетиана.